# José Luis Borbolla
José Luis Borbolla Chavira (31 de gener de 1920 - 11 de febrer de 2001) fou un futbolista mexicà.

## Selecció de Mèxic
Va formar part de l'equip mexicà a la Copa del Món de 1950.
Va jugar a la lliga espanyola a les files del Reial Madrid, Deportivo de La Coruña i Celta de Vigo. Al seu país va defensar els colors de clubs com Asturias, España i Marte, guanyant la lliga de la temporada 1942–43.